# Reunion in France
Reunion in France is een Amerikaanse oorlogsfilm uit 1942 onder regie van Jules Dassin.

## Verhaal
De Parijse carrièrevrouw Michele de la Becque is tijdens de oorlog een grote tegenstander van de nazi's. Ze biedt onderdak aan de Amerikaanse piloot Pat Talbot en tracht hem veilig het land uit te krijgen.

## Rolverdeling
| Acteur             | Personage               |
| ------------------ | ----------------------- |
| Joan Crawford      | Michele de la Becque    |
| John Wayne         | Pat Talbot              |
| Philip Dorn        | Robert Cortot           |
| Reginald Owen      | Schultz                 |
| Albert Bassermann  | Generaal Hugo Schroeder |
| John Carradine     | Ulrich Windler          |
| Ann Ayars          | Juliette                |
| J. Edward Bromberg | Durand                  |
| Moroni Olsen       | Paul Grebeau            |
| Henry Daniell      | Emile Fleuron           |
| Howard Da Silva    | Anton Stregel           |
| Charles Arnt       | Honoré                  |
| Morris Ankrum      | Martin                  |
| Edith Evanson      | Genevieve               |
| Ernst Deutsch      | Kapitein                |